# Strioterebrum lividum
Strioterebrum lividum is een slakkensoort uit de familie van de Terebridae. De wetenschappelijke naam van de soort is voor het eerst geldig gepubliceerd in 1860 door Reeve.